# Herpomyces periplanetae
Herpomyces periplanetae är en svampart som beskrevs av Thaxt. 1903. Herpomyces periplanetae ingår i släktet Herpomyces och familjen Herpomycetaceae.   Inga underarter finns listade i Catalogue of Life.